# Vino di visciole
Il vino di visciole è una bevanda alcolica (circa 14°) a base di visciole, una varietà di ciliegie acide, simili alle amarene ma più dolci e di colore più scuro. Le visciole sono i frutti del visciolo, un tipo di ciliegio acido (Prunus cerasus) come l'amareno e il marasco.
Il prodotto, tipicamente marchigiano, è un vino dolce da degustazione o da dessert dalla fragranza di visciola. Sono due le zone di produzione in Italia più importanti: l'entroterra della provincia di Pesaro e Urbino, in particolare nei comuni di Cantiano, Pergola, Sant'Angelo in Vado e Sassocorvaro, e la Vallesina e altre zone della provincia di Ancona, in particolare San Paolo di Jesi dove dal 2010 si svolge una sagra paesana dedicata a questa bevanda. 
Tale bevanda viene prodotta principalmente in due modi:
1. tramite la preparazione di uno sciroppo di visciole e zucchero a cui viene aggiunto il mosto nel periodo di vendemmia, tipico della zona della vallesina, che solitamente prende il nome di vino di visciola;
2. tramite macerazione delle visciole nel vino con aggiunta di zucchero, tipico della zona a nord delle Marche, che solitamente prende il nome di visner.

La seconda modalità è quella più semplice.